# Georges Boulanger

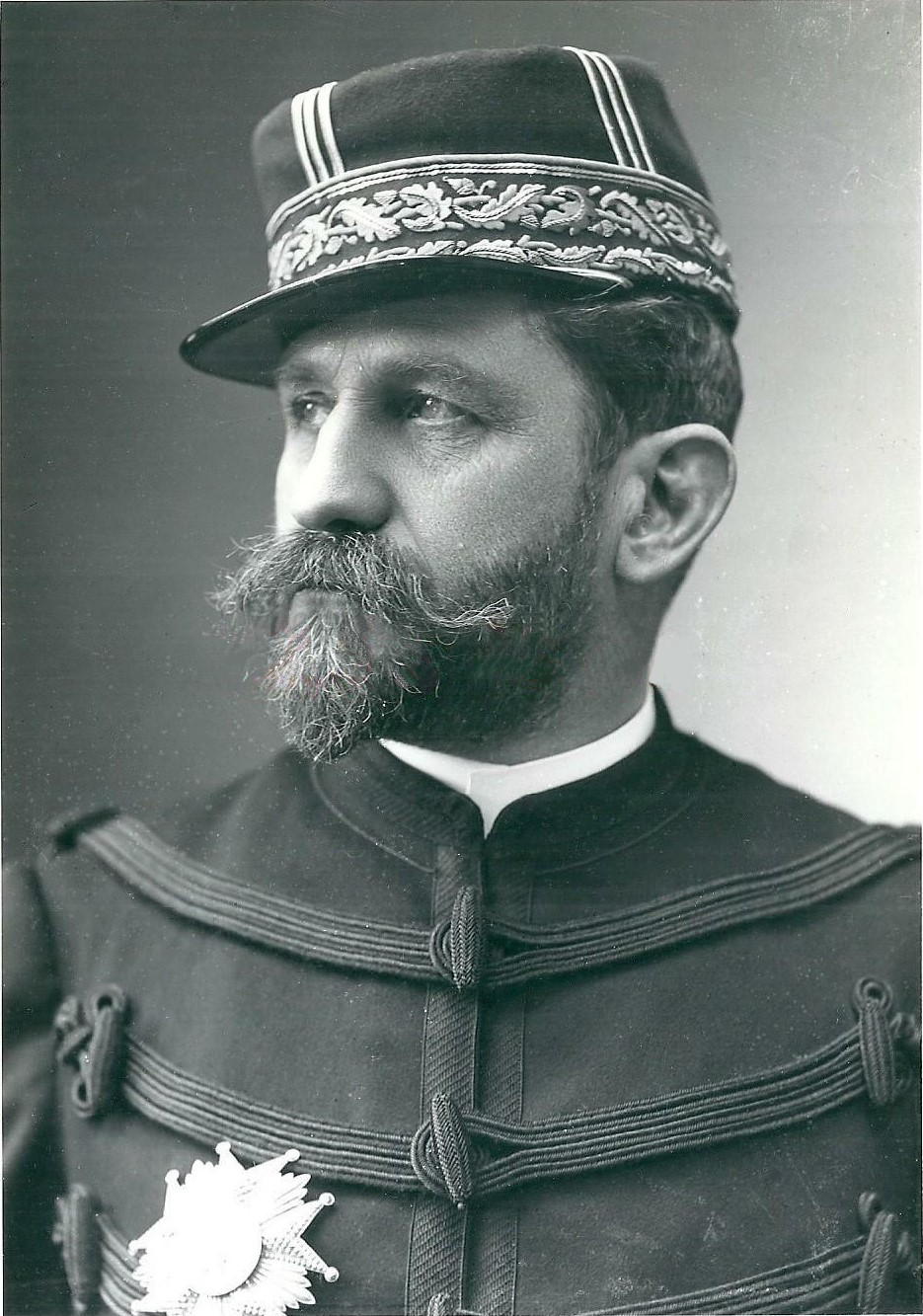
Tướng Boulanger bởi Nadar.

Georges Ernest Jean-Marie Boulanger(29 tháng 4 năm 1837-30 tháng 9 năm 1891) là một viên tướng Pháp, từng được bổ nhiệm làm Bộ trưởng Chiến tranh Pháp năm 1886. Ông nhận được sự hâm mộ cuồng nhiệt của số đông công chúng, những người mong muốn ông trở thành độc tài trong một phong trào bất thành tên là chủ nghĩa Boulanger (boulangisme) dưới thời Đệ tam cộng hòa Pháp.